# 890-talet

## Händelser
- De första vikingarna kommer till Skottland.
- Magyarerna bildar det ungerska riket efter att ha invandrat från nordost.
- Il Castello Felino (20 kilometer utanför Parma) byggs.

## Födda
- 895 – Bjørn Farmann, kung av Vestfold.

## Avlidna
- 14 september 891 – Stefan V, påve.
- 4 april 896 – Formosus, påve.
- 26 april 896 – Bonifatius VI, påve.
- Augusti 897 – Stefan VI, påve.
- November 897 – Romanus, påve.
- December 897 – Theodor II, påve.